# 盛家廉
盛家廉（1917年1月—1998年1月），江苏吴江人，农业学家，中共党员，中国民主同盟盟员，毕业于浙江大学农学院，曾育成中国第一个自主育成的大规模种植的甘薯品种徐薯18。